# Liriopsis pygmaea
Liriopsis pygmaea is een pissebed uit de familie Cryptoniscidae. De wetenschappelijke naam van de soort is voor het eerst geldig gepubliceerd in 1843 door Rathke.